# Belgische Fußballnationalmannschaft/Weltmeisterschaften
Der Artikel beinhaltet eine ausführliche Darstellung der belgischen Fußballnationalmannschaft bei Weltmeisterschaften. Die Belgier nahmen bereits an der ersten WM 1930 teil und erreichten 2018 mit dem dritten Platz ihre bisher beste Platzierung. In der ewigen Rangliste liegen die Belgier als beste Mannschaft, die nie das Finale erreichte, auf dem 10. Platz.

## Überblick
Belgien nahm bisher vierzehnmal an der Endrunde zur Weltmeisterschaft teil.
| Jahr | Gastgeberland  | Teilnahme bis …    | Letzte(r) Gegner              | Ergebnis | Trainer            | Bemerkungen und Besonderheiten                                     |
| ---- | -------------- | ------------------ | ----------------------------- | -------- | ------------------ | ------------------------------------------------------------------ |
| 1930 | Uruguay        | Vorrunde           | USA, Paraguay                 | 11.      | Hector Goetinck    | Erste Spiele außerhalb Europas                                     |
| 1934 | Italien        | Achtelfinale       | Deutschland                   | 15.      | Hector Goetinck    |                                                                    |
| 1938 | Frankreich     | Achtelfinale       | Frankreich                    | 13.      | Jack Butler        |                                                                    |
| 1950 | Brasilien      | nicht teilgenommen |                               |          |                    |                                                                    |
| 1954 | Schweiz        | Vorrunde           | England, Italien              | 12.      | Dugald Livingstone |                                                                    |
| 1958 | Schweden       | nicht qualifiziert |                               |          |                    | In der Qualifikation an Frankreich gescheitert                     |
| 1962 | Chile          | nicht qualifiziert |                               |          |                    | In der Qualifikation an der Schweiz gescheitert                    |
| 1966 | England        | nicht qualifiziert |                               |          |                    | In der Qualifikation an Bulgarien gescheitert                      |
| 1970 | Mexiko         | Vorrunde           | El Salvador, UdSSR, Mexiko    | 10.      | Raymond Goethals   |                                                                    |
| 1974 | Deutschland    | nicht qualifiziert |                               |          |                    | In der Qualifikation an den Niederlanden gescheitert               |
| 1978 | Argentinien    | nicht qualifiziert |                               |          |                    | In der Qualifikation an den Niederlanden gescheitert               |
| 1982 | Spanien        | Zwischenrunde      | Polen, UdSSR                  | 10.      | Guy Thys           |                                                                    |
| 1986 | Mexiko         | Spiel um Platz 3   | Frankreich                    | Vierter  | Guy Thys           | Niederlage in der Verlängerung                                     |
| 1990 | Italien        | Achtelfinale       | England                       | 11.      | Guy Thys           | Aus nach Verlängerung                                              |
| 1994 | USA            | Achtelfinale       | Deutschland                   | 11.      | Paul Van Himst     |                                                                    |
| 1998 | Frankreich     | Vorrunde           | Niederlande, Mexiko, Südkorea | 19.      | Georges Leekens    |                                                                    |
| 2002 | Südkorea/Japan | Achtelfinale       | Brasilien                     | 14.      | Robert Waseige     |                                                                    |
| 2006 | Deutschland    | nicht qualifiziert |                               |          |                    | In der Qualifikation an Serbien-Montenegro und Spanien gescheitert |
| 2010 | Südafrika      | nicht qualifiziert |                               |          |                    | In der Qualifikation am späteren Weltmeister Spanien gescheitert   |
| 2014 | Brasilien      | Viertelfinale      | Argentinien                   | 6.       | Marc Wilmots       | Erstmals drei Siege in der Vorrunde                                |
| 2018 | Russland       | Spiel um Platz 3   | England                       | Dritter  | Roberto Martínez   | Im Halbfinale an Frankreich gescheitert.                           |
| 2022 | Katar          | Vorrunde           | Kanada, Marokko, Kroatien     | 23.      | Roberto Martínez   |                                                                    |

Statistik (Angaben inkl. 2022: 22 Weltmeisterschaften; Prozentangaben sind gerundet)

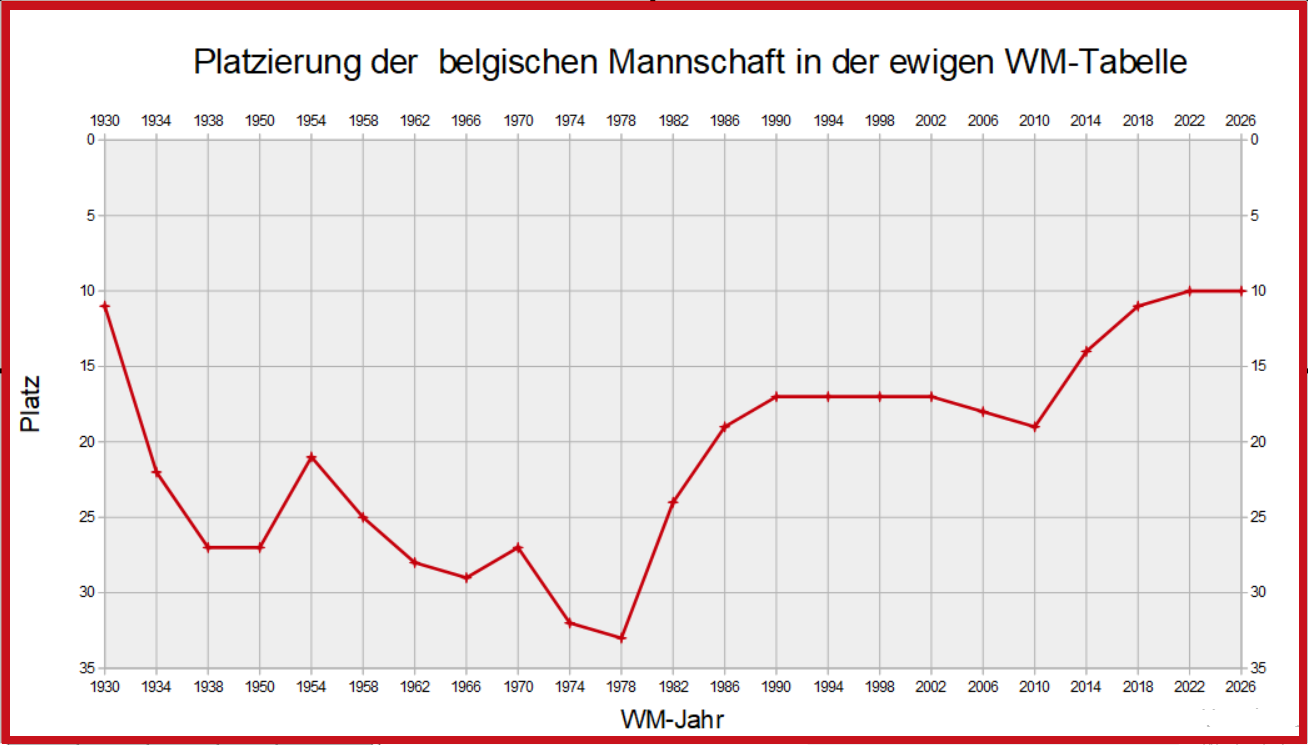
Platzierung der belgischen Mannschaft in der ewigen WM-Tabelle

- Nicht teilgenommen: 1 × (5 %; 1950)
- Nicht qualifiziert: 7 × (32 %; 1958, 1962, 1966, 1974, 1978, 2006 und 2010)
- Sportliche Qualifikation: 13 × (59 % bzw. bei 65 % der Versuche)
- Ohne Qualifikation teilgenommen: 1 × (5 %; 1930)
  - Vorrunde: 5 × (23 %; 1930, 1954, 1970, 1998 und 2022)
  - Achtelfinale bzw. Erste Runde: 5 × (23 %; 1934, 1938, 1990, 1994 und 2002)
  - Zwischenrunde der besten 12 Mannschaften (nur 1982): 1 × (5 %; 1982)
  - Viertelfinale: 1 × (5 %; 2014)
  - Spiel um Platz 3: 2 × (9 %, 1986 und 2018)
    - Vierter: 1 × (5 %; 1986)
    - Dritter: 1 × (5 %; 2018)

## WM-Turniere

### 1930 in Uruguay

Szene aus dem Spiel gegen die USA

Belgien nahm als eine von nur vier europäischen Mannschaften zusammen mit Frankreich und Rumänien die dreiwöchige Schiffsreise auf der Conte Verde auf sich, um an der ersten Weltmeisterschaft teilzunehmen. Belgien verlor das Auftaktspiel gegen die USA mit 0:3 und auch die zweite Partie gegen Paraguay mit 0:1 und reiste somit ohne Punkt und Tor wieder ab. Immerhin stellte Belgien mit John Langenus den Schiedsrichter des ersten WM-Finales.

### 1934 in Italien
Für die erste WM in Europa mussten sich die Belgier durch zwei Spiele gegen den Nachbarn Niederlande und Irland qualifizieren, wobei jede Mannschaft ein Heim- und ein Auswärtsspiel hatte. Belgien spielte in Irland remis und verlor in den Niederlanden, hatte aber ein Tor weniger kassiert als die Iren, womit die beiden Nachbarn für Italien qualifiziert waren. Dort schieden beide im Achtelfinale aus, die Belgier gegen Deutschland mit 2:5 und die Niederländer gegen die Schweiz mit 2:3. Dabei hatte Bernard Voorhoof die ersten beiden WM-Tore für Belgien erzielt und die Belgier bis zur Halbzeitpause mit 2:1 in Führung gebracht. In der zweiten Halbzeit gelang dann dem deutschen Stürmer Edmund Conen der erste lupenreine Hattrick der WM-Geschichte.

### 1938 in Frankreich
Für die erste WM in Frankreich musste sich Belgien wieder zusammen mit den Niederländern, aber diesmal gegen Luxemburg qualifizieren. Beide gewannen ihre Spiele gegen Luxemburg und spielten gegeneinander unentschieden, so dass wieder beide zur WM-Endrunde reisen konnten. Wie vier Jahre zuvor war wieder im Achtelfinale Schluss, diesmal gegen Gastgeber und Nachbar Frankreich mit 1:3.

### 1950 in Brasilien
Belgien hatte zwar bereits im Mai 1945 wieder mit dem Länderspielbetrieb begonnen und bis 1949 zahlreiche Spiele bestritten, an der zweiten WM in Südamerika nahmen die Belgier aber nicht teil und verzichteten nach der Qualifikationsauslosung auf die Spiele gegen die Schweiz.

### 1954 in der Schweiz
Für die WM in der Schweiz musste sich Belgien gegen Schweden und Finnland qualifizieren, was mit drei Siegen und einem Remis eindrucksvoll gelang. In der Schweiz wurden die Belgier in eine Gruppe mit dem Gastgeber Schweiz, England und Italien gelost und da sie wie die Schweizer nicht gesetzt waren, mussten beide nur gegen England und Italien spielen. Gegen England gelang mit dem 4:4 n. V. der erste Punktgewinn in einem WM-Spiel. Gegen Italien wurde aber mit 1:4 verloren und damit schied Belgien als Gruppenletzter aus und verabschiedete sich für 16 Jahre von der WM-Bühne.

### 1958 in Schweden
Zur WM in Schweden musste sich Belgien gegen Frankreich und Island qualifizieren. Belgien startete mit einem 3:6 in Frankreich gegen die Franzosen schlecht, gewann dann aber wie die Franzosen beide Spiele gegen Island, so dass es im letzten Spiel in Brüssel noch die Chance hatte, mit einem Sieg ein Entscheidungsspiel zu erzwingen. Da das Spiel torlos endete, schieden die Belgier aus und Frankreich fuhr zur WM nach Schweden.

### 1962 in Chile
Zur Qualifikation für die dritte WM in Südamerika wurde die belgische Mannschaft in eine Gruppe mit der Schweiz und Schweden gelost. Belgien verlor alle vier Spiele und schied aus.

### 1966 in England
Auch vier Jahre später misslang die Qualifikation. Diesmal war Bulgarien zu stark. Zwar wurde die Gruppenphase punktgleich mit den Bulgaren abgeschlossen – beide hatten ihre Spiele gegen den dritten Gegner Israel und gegeneinander ihre Heimspiele gewonnen – aber da die bessere Tordifferenz der Belgier nicht zählte, gab es ein Entscheidungsspiel. Dieses verloren die Belgier in Florenz mit 1:2.

### 1970 in Mexiko
Für die erste WM in Mittelamerika konnte sich Belgien dann wieder qualifizieren. Mit vier Siegen, sowie je einem Unentschieden und einer Niederlage wurde in einer Gruppe mit Spanien, Jugoslawien und Finnland der erste Platz belegt.
In Mexiko traf Belgien im ersten Spiel auf WM-Neuling El Salvador und schaffte mit einem 3:0 den ersten WM-Sieg. Gegen die Sowjetunion wurde aber anschließend mit 1:4 verloren. Im letzten und entscheidenden Spiel gegen Gastgeber Mexiko vor 108.192 Zuschauern, der höchsten Zuschauerzahl bei diesem Turnier, verlor Belgien mit 0:1 und schied als Gruppendritter aus.

### 1974 in der Bundesrepublik Deutschland
Für die WM im Nachbarland konnten sich die Belgier dann wieder nicht qualifizieren. Dabei gehörte Belgien bei der zwei Jahre zuvor ausgetragenen EM noch zu den drei besten Mannschaften. Aber der Nachbar Niederlande, gegen den zweimal 0:0 gespielt wurde, erzielte mehr Tore gegen Norwegen und Island. Vor dem letzten Spiel hatten die beiden Nachbarn 9:1 Punkte, den Niederländern reichte aber wegen der besseren Tordifferenz ein Unentschieden, während Belgien in Amsterdam gewinnen musste. Im Olympiastadion, das trotz des Fahrverbotes in den Niederlanden wegen der Ölkrise voll besetzt war, trafen beide am 18. November 1973 aufeinander. Bis zur 89. Minute stand es 0:0, dann verlängerte Jan Verheyen einen von Paul van Himst getretenen Freistoß ins Tor der Niederländer, aber Schiedsrichter Pawel Kasakow entschied auf Abseits. Hätte das Tor gezählt, dann hätte sich Belgien qualifiziert – so fuhren die Niederländer zur WM und begeisterten dort mit „totaalvoetbal“. Belgien schied dagegen ohne Niederlage und Gegentor aus.

### 1978 in Argentinien
Auch für die vierte WM in Südamerika konnte sich Belgien nicht qualifizieren und wieder waren die niederländischen Nachbarn stärker. Beide Spiele gegen den Nachbarn und Vizeweltmeister sowie ein Spiel gegen Nordirland wurden verloren. Nur gegen Island konnten beide Spiele gewonnen werden.

### 1982 in Spanien
Für die WM in Spanien qualifizierte sich Belgien, das 1980 Vizeeuropameister geworden war, zusammen mit Frankreich gegen Irland, die Niederlande und Zypern.
In Spanien wurde überraschend das Eröffnungsspiel gegen Titelverteidiger Argentinien sowie das Spiel gegen El Salvador mit 1:0 gewonnen. Ein 1:1 gegen Ungarn reichte, um als Gruppensieger in die zweite Finalrunde einzuziehen. Diese wurde nur bei dieser WM in Dreiergruppen gespielt und Belgien verlor beide Spiele gegen Polen (0:3) und die Sowjetunion (0:1).

### 1986 in Mexiko
Die Qualifikation zur zweiten WM in Mexiko führte Polen und Belgien in eine Gruppe mit Albanien und Griechenland. Nach einem Sieg gegen Albanien gab es einen Dämpfer gegen Griechenland, gegen das in Athen nur ein 0:0 gelang und dann wurde auch noch in Albanien mit 0:2 verloren. Danach wurden aber die Heimspiele gegen Polen und Griechenland gewonnen und in Chorzów ein 0:0 gegen Polen erkämpft, so dass die Playoffspiele gegen die Niederländer erreicht wurden. Nach einem 1:0 in Brüssel wurde zwar mit 1:2 in Rotterdam verloren, durch die Auswärtstorregel war Belgien aber qualifiziert.
In Mexiko traf Belgien im Auftaktspiel vor 110.000 Zuschauern wieder auf den Gastgeber und verlor mit 1:2. Ein 2:1 gegen WM-Neuling Irak und ein 2:2 gegen Paraguay reichten aber, um als einer der vier besten Gruppendritten ins Achtelfinale einzuziehen. Hier konnten sich die Belgier gegen die Sowjetunion mit 4:3 nach Verlängerung durchsetzen. Im Viertelfinale wurde dann ein 1:1 nach Verlängerung gegen starke Spanier erkämpft und das anschließende Elfmeterschießen mit 5:4 gewonnen. Im Halbfinale war dann der spätere Weltmeister Argentinien zu stark und Belgien verlor mit 0:2. Im Spiel um Platz 3 war Nachbar Frankreich der Gegner, und es wurde das bis heute einzige „kleine Finale“, das in der Verlängerung entschieden wurde. Mit 4:2 setzten sich die Franzosen am Ende durch.

### 1990 in Italien
Für die zweite WM in Italien konnte sich die Belgier zusammen mit der Tschechoslowakei qualifizieren, vor denen punkt- und tordifferenzgleich – aber mit zwei Toren mehr – der erste Platz belegt wurde. Portugal, die Schweiz und Luxemburg hatten das Nachsehen.
In Italien wurde zunächst Südkorea mit 2:0 besiegt. Es folgte ein 3:1 gegen Uruguay. Beim abschließenden 1:2 gegen Spanien wurde zwar der Gruppensieg verpasst, aber das Achtelfinale erreicht. Im Achtelfinale wurde dann mit 0:1 nach Verlängerung gegen England verloren.

### 1994 in den Vereinigten Staaten
In der Qualifikation für die WM in den USA trafen die Belgier wieder auf die Tschechoslowakei, die letztmals teilnahm, aber unter der Bezeichnung Auswahl der Tschechen und Slowaken (Representation of Czechs and Slovaks, RCS). Weitere Gegner waren Rumänien, das am Ende bei gleicher Punktzahl mit der besseren Tordifferenz vor den Belgiern landete, sowie die Färöer, die erstmals an der Qualifikation teilnahmen, Wales und Zypern. Der zweite Platz reichte aber für die erneute Qualifikation.
In den USA wurden das Auftaktspiel gegen Marokko und das zweite Spiel gegen die Niederländer mit 1:0 gewonnen. Das letzte Spiel gegen WM-Neuling Saudi-Arabien wurde aber überraschend mit 0:1 verloren. Damit hatten die Belgier ebenso wie die Niederländer und Saudis 6 Punkte, aber die schlechteste Tordifferenz der drei Mannschaften, so dass nur der dritte Platz belegt wurde. Allerdings reichte dieser letztmals, um ins Achtelfinale zu kommen. Hier war Titelverteidiger Deutschland der Gegner und in einem umkämpften Spiel verlor Belgien mit 2:3. Michel Preud’homme wurde mit dem erstmals vergebenen Lev-Yashin-Preis als bester Torhüter des Turniers ausgezeichnet.

### 1998 in Frankreich
Für die zweite WM in Frankreich konnte sich Belgien zusammen mit den Niederländern gegen die Türkei, Wales und San Marino qualifizieren, musste aber den Umweg über die Relegationsspiele gegen Irland gehen. Nach einem 1:1 in Dublin wurde mit einem 2:1 in Brüssel die Qualifikation geschafft.
Belgier und Niederländer wurden dann auch für die Endrunde wieder in eine Gruppe gelost und trafen dabei auf Mexiko und Südkorea. Nach einem torlosen Remis gegen den Nachbarn und einem 2:2 gegen Mexiko, reichte ein 1:1 gegen Südkorea nicht zum Achtelfinaleinzug, da nun nur noch die ersten beiden Plätze zum Weiterkommen berechtigten.

### 2002 in Japan und Südkorea
Belgien gelang die Qualifikation als Gruppenzweiter hinter Kroatien, vor Schottland, Lettland und San Marino, musste aber wieder in die Relegation. Dabei wurde die direkte Qualifikation am letzten Spieltag durch ein 0:1 gegen Kroatien verpasst. Tschechien war dann der Gegner in den Relegationsspielen und mit zwei 1:0-Siegen gelang die Qualifikation.
In Asien trafen die Belgier im Auftaktspiel auf Co-Gastgeber Japan und erreichten ein 2:2. Auch gegen Tunesien reichte es nur zu einem 1:1, so dass das letzte Gruppenspiel gegen Russland gewonnen werden musste, um das Achtelfinale zu erreichen. Dies gelang mit einem 3:2. Im Achtelfinale war dann aber der spätere Weltmeister Brasilien zu stark und mit dem 0:2 verabschiedete sich Belgien, das noch den Fair-Play-Preis erhielt, für 12 Jahre von der WM-Bühne.

### 2006 in Deutschland
Die Qualifikation zur zweiten WM in Deutschland brachte Spiele gegen die Slowakei, Spanien, Serbien & Montenegro, Bosnien-Herzegowina, Litauen und San Marino. Belgien startete schlecht und konnte erst im vierten Spiel – gegen Bosnien-Herzegowina – einen Sieg holen. Danach wurden nur noch die beiden Spiele gegen San Marino gewonnen, so dass am Ende nur der vierte Platz herauskam.

### 2010 in Südafrika
Für die erste WM in Afrika konnten sich die Belgier ebenfalls nicht qualifizieren. Der frisch-gebackene Europameister Spanien, Bosnien-Herzegowina und die Türkei landeten vor Belgien, das nur Estland und Armenien auf die Plätze verweisen konnte. Lediglich zu Beginn der Qualifikation sah es nach Siegen gegen Estland und Armenien und einem Remis in der Türkei noch gut aus, dann folgten aber fünf Niederlagen, ehe gegen die Türkei wieder ein Sieg gelang. Aber zum Abschluss wurde sogar in Estland verloren.

### 2014 in Brasilien

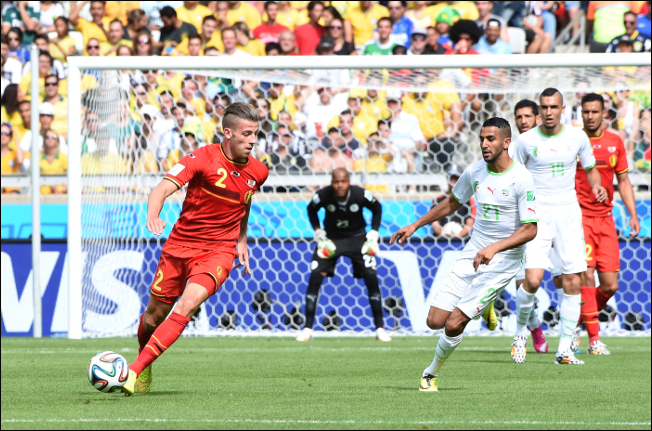
Szene aus dem Gruppenspiel gegen Algerien (li. Toby Alderweireld)

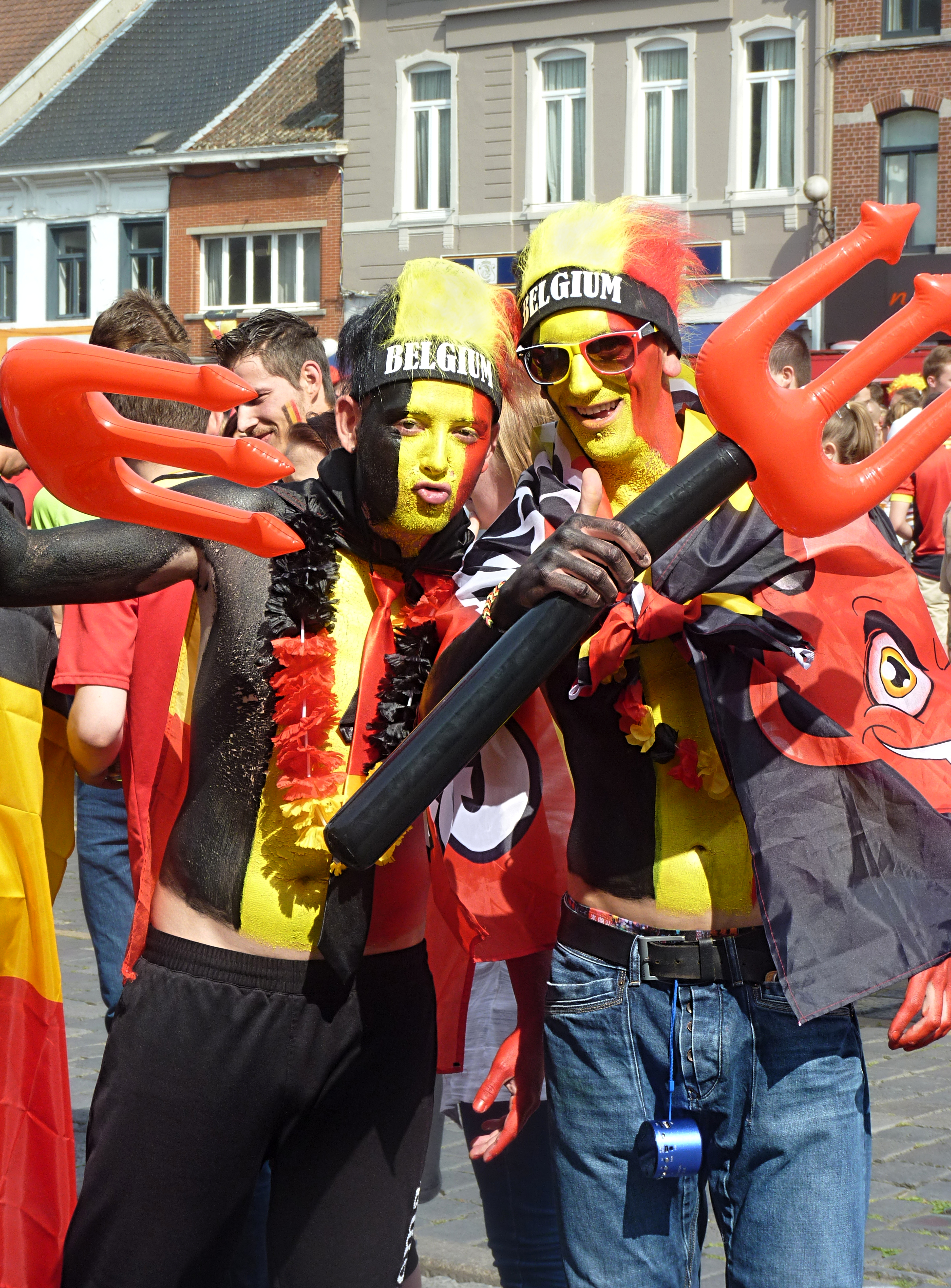
Belgische WM-Fans

Besser verlief die Qualifikation für die zweite WM in Brasilien. Mit 9 Punkten Vorsprung wurde der erste Platz vor Kroatien, Serbien, Schottland, Wales und Mazedonien belegt.
In Brasilien trafen die Belgier im ersten Spiel auf Algerien und gerieten durch einen von Sofiane Feghouli in der 24. Minute verwandelten Foulelfmeter in Rückstand. Durch zwei Tore in der Schlussviertelstunde konnten die Belgier das Spiel aber noch drehen. Im zweiten Spiel wurde Russland durch ein Tor zwei Minuten vor Spielende mit 1:0 bezwungen, so dass der Achtelfinaleinzug schon vor dem letzten Spiel perfekt war. Dieses wurde mit 1:0 gegen Südkorea gewonnen, womit Belgien erstmals drei Gruppenspiele gewann. Im Achtelfinale wurde dann die USA mit 2:1 nach Verlängerung besiegt, wobei alle Tore erst in der Verlängerung fielen. Im Viertelfinale war Argentinien der Gegner und beim 0:1 die etwas bessere Mannschaft. Der Aufwärtstrend der Belgier setzte sich aber fort und im November 2015 erreichte Belgien zum ersten Mal die Spitze der FIFA-Weltrangliste – als bisher einzige Mannschaft, die weder Welt- noch Kontinentalmeister wurde.

### 2018 in Russland
In der Qualifikation, die im September 2016 begann, trafen die Belgier auf Bosnien und Herzegowina, Griechenland, Estland und Zypern. Nach dem Viertelfinalaus bei der EM 2016 hatte der Spanier Roberto Martínez Marc Wilmots als Nationaltrainer der Belgier abgelöst. Belgien konnte sich am drittletzten Spieltag als erste europäische Mannschaft sportlich für die Endrunde qualifizieren. Mit 43 Toren waren die Belgier zusammen mit Deutschland die treffsicherste Mannschaft.
Bei der Endrunde starteten die Belgier mit einem 3:0 gegen Neuling Panama und gewannen auch gegen Tunesien (5:2). Da auch England, Gegner im letzten Gruppenspiel, die beiden Mannschaften besiegt hatte, setzten beide im Endspiel um den Gruppensieg zahlreiche Reservisten ein. Belgien entschied das Spiel mit 1:0 für sich und traf als Gruppensieger auf Japan. Die Japaner hatten die K.-o.-Runde nur aufgrund der Fair-Play-Wertung erreicht und gingen gegen Belgien überraschend mit 2:0 in Führung. Belgien konnte das Spiel aber ausgleichen und in der vierten Minute der Nachspielzeit, als die Japaner auf den Siegtreffer drängten, durch einen Konter das Spiel endgültig drehen. Im Viertelfinale trafen sie auf Rekordweltmeister Brasilien und diesmal gingen die Belgier im 2:0 in Führung. Diese konnten sie trotz eines Gegentreffers in der 76. Minute gegen stürmisch angreifende Südamerikaner behaupten. Das Halbfinale verlor die belgische Nationalmannschaft dann aber gegen den Nachbarn Frankreich mit 0:1. Im Spiel um Platz 3 trafen sie erneut auf England. Während Belgien die beste Mannschaft aufbot, setzten die Engländer einige Reservisten ein. Belgien gewann mit 2:0 und erreichte damit sein bestes Ergebnis bei einer WM. In der FIFA-Weltrangliste verbesserten sie sich durch das gute Abschneiden um einen Platz auf Rang 2 und erreichten im September 2018 sogar wieder Platz 1, müssen sich diesen aber mit Weltmeister Frankreich teilen.

### 2022 in Katar
Für die Qualifikation wurde Belgien in eine Fünfergruppe gelost, da die Mannschaft im Herbst 2021 am Final-Four-Turnier der UEFA Nations League 2020/21 teilnahm, wo sie Vierter wurde. Gegner sind Wales, Tschechien, Belarus und Estland. Gegen Wales ist die Bilanz mit je fünf Siegen und Niederlagen sowie drei Remis ausgeglichen. Beide trafen schon zehnmal in EM- und WM-Qualifikationen aufeinander. Auch gegen Tschechien ist die Bilanz ausgeglichen, je drei Siege – davon zwei in der Qualifikation zur WM 2002 – und Niederlagen sowie ein Remis gibt es seit der Aufspaltung der Tschechoslowakei, gegen die die Bilanz negativ war. Gegen Estland gab es bisher nur Qualifikationsspiele, von denen fünf gewonnen und eins verloren wurde. Gegen Belarus hatten die Belgier zuvor noch nie gespielt. Belgien startete mit einem 3:1-Heimsieg gegen Wales und gab dann in Tschechien, wo nur ein 1:1 erreicht wurde, den einzigen Punkt ab, denn die nächsten fünf Spiele wurden gewonnen. Mit einem 3:1-Heimsieg gegen Estland am vorletzten Spieltag qualifizierten sich die Belgier vorzeitig für die WM-Endrunde.
Bei der Endrundenauslosung waren sie als einer der Gruppenköpfe gesetzt und erhielten Kanada, Marokko und Kroatien zugelost. Nach einem knappen 1:0-Sieg im Auftaktspiel gegen Kanada und einer 0:2-Niederlage im zweiten Gruppenspiel gegen Marokko reichte Belgien ein torloses Unentschieden im letzten Gruppenspiel gegen Kroatien nicht zur Qualifikation für das Achtelfinale. Die Mannschaft schied mit vier Punkten als Gruppendritter bereits in der Vorrunde aus dem Turnier aus, konnte sich aber in der ewigen Rangliste um einen Platz verbessern und verdrängten die nicht qualifizierten Schweden aus den Top 10, die die Belgier damit erstmals erreichten. Nach dem Turnier trat Kapitän Eden Hazard zurück.

### 2026 in Kanada, Mexiko und USA
In der Qualifikation treffen die Belgier ab Juni 2025 auf Wales, Nordmazedonien, Kasachstan und Liechtenstein, gegen das noch nie gespielt wurde. Gegen die drei anderen Gegner haben die Belgier eine positive Bilanz. Während die Gegner bereits im März die ersten Qualifikationsspiele bestreiten, stehen für die Belgier unter dem neuen Nationaltrainer Rudi Garcia noch die Relegationsspiele um den Verbleib in Liga A der UEFA Nations League gegen die Ukraine an.

## Spieler

### Rangliste der belgischen WM-Spieler mit den meisten Einsätzen
01. Enzo Scifo – 17 Einsätze bei 4 Turnieren
02. Jan Ceulemans – 16 Einsätze bei 3 Turnieren
03. Thibaut Courtois – 15 Einsätze bei 3 Turnieren
04. Eden Hazard, Franky van der Elst und Jan Vertonghen – 14 Einsätze bei 3 bzw. 4 (van der Elst) Turnieren
07. Toby Alderweireld, Kevin De Bruyne, Dries Mertens und Axel Witsel – 13 Einsätze bei 3 Turnieren
11. Eric Gerets und Romelu Lukaku – 12 Einsätze bei 3 Turnieren
13. Stéphane Demol, Georges Grün und Franky Vercauteren – 11 Einsätze bei 2 bzw. 3 (Grün) Turnieren
16. Nacer Chadli, Michel De Wolf, Marouane Fellaini und Jean-Marie Pfaff – 10 Einsätze bei 3 (De Wolf) bzw. 2 Turnieren
20. Vincent Kompany und Daniel Van Buyten – 9 Einsätze bei 2 Turnieren
22. Nico Claesen, Thomas Meunier, Michel Preud’homme, Lorenzo Staelens, Patrick Vervoort und Marc Wilmots – 8 Einsätze bei 2 bzw. 3 (Staelens und Wilmots) Turnieren

### Rangliste der belgischen WM-Spieler mit den meisten WM-Toren
01. Romelu Lukaku und Marc Wilmots – je 5 Tore
03. Jan Ceulemans – 4 Tore
04. Leopold Anoul, Nico Claesen, Eden Hazard und Enzo Scifo – je 3 Tore

### WM-Kapitäne
- 1930: Pierre Braine
- 1934: Félix Welkenhuysen
- 1938: Émile Stijnen
- 1954: Jef Mermans
- 1970: Paul Van Himst
- 1982: Eric Gerets (1. Finalrunde), Wilfried Van Moer (1. Spiel der 2. Finalrunde), Walter Meeuws (2. Spiel der 2. Finalrunde)
- 1986: Jan Ceulemans
- 1990: Eric Gerets (1. Spiel), Jan Ceulemans (ab 2. Spiel)
- 1994: Georges Grün, Michel Preud’homme (3. Gruppenspiel)
- 1998: Franky Van der Elst (1. und 2. Spiel), Enzo Scifo (3. Spiel)
- 2002: Marc Wilmots
- 2014: Vincent Kompany, Jan Vertonghen (3. Gruppenspiel)
- 2018: Eden Hazard, Thibaut Courtois (3. Gruppenspiel)
- 2022: Eden Hazard, Kevin De Bruyne (3. Gruppenspiel)

### Bei Weltmeisterschaften gesperrte Spieler
- 1990: Eric Gerets erhielt im Spiel gegen Uruguay die Rote Karte und war für das letzte Gruppenspiel gegen Spanien gesperrt.
- 1998: Gert Verheyen erhielt im Spiel gegen Mexiko nach einer Notbremse die Rote Karte und war für das letzte Spiel gegen Südkorea gesperrt.
- 2002: Im Achtelfinale gegen Brasilien erhielt Yves Vanderhaeghe die zweite Gelbe Karte. Da Belgien ausschied, hatte diese keinen Effekt.
- 2014: Im letzten Gruppenspiel gegen Südkorea erhielt Steven Defour die Rote Karte und war für das Achtelfinale gegen die USA gesperrt. Toby Alderweireld erhielt im Viertelfinale gegen Argentinien die zweite Gelbe Karte. Da Belgien ausschied, hatte diese keinen Effekt.
- 2018: Im Viertelfinale hatte Thomas Meunier die zweite Gelbe Karte erhalten und war für das Halbfinale gegen Frankreich gesperrt. Dort erhielten auch Toby Alderweireld und Jan Vertonghen die zweite Gelbe Karte, die aber keine Wirkung hatte, da die erste Gelbe Karte nach dem Viertelfinale gestrichen wurde.
- 2022: im zweiten Gruppenspiel gegen Marokko erhielt Amadou Onana die zweite Gelbe Karte und war für das letzte Gruppenspiel gegen Kroatien gesperrt.

### Anteil der im Ausland spielenden Spieler im WM-Kader
Erstmals 1982 wurden Legionäre eingesetzt, bis 2002 aber nur in geringer Anzahl. 2014 waren dann nur noch drei Spieler und 2018 nur noch ein Spieler in Belgien tätig, der Rest in europäischen Ligen, vorwiegend in England.
| Jahr (Spiele) | Anzahl (Länder)                                                                                                 | Spieler (Einsätze) |
| ------------- | --- | --- |
| 1930 bis 1970 | 0 | |
| 1982 (5)      | 3 (1 in England, 1 in Italien, 1 in Spanien)                                                                    | François Van Der Elst (2); René Vandereycken (0); Theo Custers (1) |
| 1986 (7)      | 3 (1 in Deutschland, 1 in Frankreich, 1 in den Niederlanden)                                                    | Jean-Marie Pfaff (7); Philippe Desmet (3); Eric Gerets (6) |
| 1990 (4)      | 3 (1 in Frankreich, 1 in den Niederlanden, 1 in Portugal)                                                       | Enzo Scifo (4); Eric Gerets (3); Stéphane Demol (4) |
| 1990 (4)      | 2 (1 in Frankreich, 1 in Italien)                                                                               | Georges Grün (4); Enzo Scifo (4) |
| 1998 (3)      | 5 (1 in Deutschland, 1 in Frankreich, 2 in Italien, 1 in den Niederlanden)                                      | Marc Wilmots (3); Danny Boffin (2); Bertrand Crasson (2), Luís Oliveira (3); Luc Nilis (3) |
| 2002 (4)      | 8 (4 in Deutschland, 1 in England, 2 in Frankreich, 1 in den Niederlanden)                                      | Bart Goor (4), Nico Van Kerckhoven (2), Sven Vermant (1), Marc Wilmots (4); Branko Strupar (2); Éric Deflandre (1), Daniel Van Buyten (4); Geert De Vlieger (4) |
| 2014 (5)      | 20 (2 in Deutschland, 11 in England, 1 in Frankreich, 1 in Italien, 1 in Portugal, 2 in Russland, 2 in Spanien) | Kevin de Bruyne (4), Daniel Van Buyten (5); Nacer Chadli (4), Mousa Dembélé (2), Marouane Fellaini (5), Eden Hazard (5), Adnan Januzaj (1), Vincent Kompany (4), Romelu Lukaku (4), Simon Mignolet (0), Kevin Mirallas (4), Thomas Vermaelen (1), Jan Vertonghen (5); Divock Origi (5); Dries Mertens (5); Steven Defour (1); Nicolas Lombaerts (1), Axel Witsel (4); Toby Alderweireld (4), Thibaut Courtois (5)                                 |
| 2018 (7)      | 22 (2 in China, 3 in Deutschland, 11 in England, 2 in Frankreich, 1 in Italien, 1 in Schottland, 2 in Spanien)  | Yannick Carrasco (4), Axel Witsel (6); Michy Batshuayi (3), Koen Casteels, Thorgan Hazard (2); Toby Alderweireld, (6), Nacer Chadli (6), Thibaut Courtois (7), Kevin de Bruyne (6), Mousa Dembélé (4), Marouane Fellaini (5), Eden Hazard (6), Vincent Kompany (5), Romelu Lukaku (6), Simon Mignolet, Jan Vertonghen (6); Thomas Meunier (5), Youri Tielemans (4); Dries Mertens (6);Dedryck Boyata (3); Adnan Januzaj (1), Thomas Vermaelen (3) |
| 2022 (3)      | 21 (3 in Deutschland, 7 in England, 3 in Frankreich, 2 in Italien, 4 in Spanien, 2 in der Türkei)               | Koen Casteels, Thorgan Hazard (2), Thomas Meunier (3); Timothy Castagne (3), Kevin De Bruyne (3), Leander Dendoncker (2), Wout Faes, Amadou Onana (2), Youri Tielemans (3), Leandro Trossard (3); Jérémy Doku (1), Loïs Openda (1), Arthur Theate; Charles De Ketelaere (1), Romelu Lukaku (2); Yannick Carrasco (2), Thibaut Courtois (3), Eden Hazard (3), Axel Witsel (3); Michy Batshuayi (2), Dries Mertens (2)                              |

## Spiele
Die Belgier bestritten bisher 51 WM-Spiele. Davon wurden 21 gewonnen und 20 verloren, zehn endeten remis. Sechsmal mussten Remis-Spiele verlängert werden, da ein Sieger ermittelt werden musste, zwei wurden durch Tore in der Verlängerung und eins im Elfmeterschießen gewonnen, zwei wurden verloren. Einmal kam es zu keiner Entscheidung und das Remis wurde akzeptiert.
Die Belgier nahmen einmal 1982 am Eröffnungsspiel teil und gewannen gegen den Titelverteidiger. Die Belgier mussten viermal gegen den Gastgeber antreten: 1938 im ersten Spiel (Achtelfinale), 1970, 1986 und 2002 (Vorrunde).
Die Belgier verloren dreimal (1986, 2002 und 2018) gegen den späteren Weltmeister und spielten zweimal (1982 und 1994) gegen den Titelverteidiger.
Die Belgier trafen fünfmal auf WM-Neulinge: 1934/Deutsches Reich, 1970/El Salvador, 1986/Irak, 1994/Saudi-Arabien und 2018/Panama.
Häufigste Gegner: Argentinien, England, Frankreich, Mexiko, Sowjetunion und Südkorea – je dreimal.
Häufigste letzte Gegner: Deutschland, England und Frankreich – je zweimal.
| Alle WM-Spiele |            |                    |                      |                               |   |                         | |
| Nr.            | Datum      | Gegner             | Ergebnis             | Anlass                        |   | Austragungsort          | Bemerkung                                                                                          |
| 1.             | 13.07.1930 | Vereinigte Staaten | 0:3                  | Vorrunde                      | * | Montevideo (URU)        | Erstes Länderspiel gegen die USA, erstes Spiel außerhalb Europas                                   |
| 2.             | 20.07.1930 | Paraguay           | 0:1                  | Vorrunde                      | * | Montevideo (URU)        | Erstes Länderspiel gegen Paraguay, erstes Länderspiel einer europäischen Mannschaft gegen Paraguay |
| 3.             | 27.05.1934 | Deutsches Reich    | 2:5                  | Achtelfinale                  | * | Florenz (ITA)           | |
| 4.             | 05.06.1938 | Frankreich         | 1:3                  | Achtelfinale                  | A | Colombes (FRA)          | |
| 5.             | 17.06.1954 | England            | 4:4 n. V.            | Vorrunde                      | * | Basel (SUI)             | |
| 6.             | 20.06.1954 | Italien            | 1:4                  | Vorrunde                      | * | Lugano (SUI)            | |
| 7.             | 03.06.1970 | El Salvador        | 3:0                  | Vorrunde                      | * | Mexiko-Stadt (MEX)      | Erstes Länderspiel gegen El Salvador                                                               |
| 8.             | 06.06.1970 | Sowjetunion        | 1:4                  | Vorrunde                      | * | Mexiko-Stadt (MEX)      | |
| 9.             | 11.06.1970 | Mexiko             | 0:1                  | Vorrunde                      | A | Mexiko-Stadt (MEX)      | |
| 10.            | 13.06.1982 | Argentinien        | 1:0                  | Eröffnungsspiel/1. Finalrunde | * | Barcelona (ESP)         | |
| 11.            | 19.06.1982 | El Salvador        | 1:0                  | 1. Finalrunde                 | * | Elche (ESP)             | |
| 12.            | 22.06.1982 | Ungarn             | 1:1                  | 1. Finalrunde                 | * | Elche (ESP)             | |
| 13.            | 28.06.1982 | Polen              | 0:3                  | 2. Finalrunde                 | * | Barcelona (ESP)         | Höchste Niederlage gegen Polen                                                                     |
| 14.            | 01.07.1982 | Sowjetunion        | 0:1                  | 2. Finalrunde                 | * | Barcelona (ESP)         | |
| 15.            | 03.06.1986 | Mexiko             | 1:2                  | Vorrunde                      | A | Mexiko-Stadt (MEX)      | |
| 16.            | 08.06.1986 | Irak               | 2:1                  | Vorrunde                      | * | Toluca (MEX)            | Erstes Länderspiel gegen den Irak                                                                  |
| 17.            | 11.06.1986 | Paraguay           | 2:2                  | Vorrunde                      | * | Toluca (MEX)            | |
| 18.            | 15.06.1986 | Sowjetunion        | 4:3 n. V.            | Achtelfinale                  | * | León (MEX)              | |
| 19.            | 22.06.1986 | Spanien            | 1:1 n. V.; 5:4 i. E. | Viertelfinale                 | * | Puebla (MEX)            | |
| 20.            | 25.06.1986 | Argentinien        | 0:2                  | Halbfinale                    | * | Mexiko-Stadt (MEX)      | |
| 21.            | 28.06.1986 | Frankreich         | 2:4 n. V.            | Spiel um Platz 3              | * | Puebla (MEX)            | |
| 22.            | 12.06.1990 | Südkorea           | 2:0                  | Vorrunde                      | * | Verona (ITA)            | Erstes Länderspiel gegen Südkorea                                                                  |
| 23.            | 17.06.1990 | Uruguay            | 3:1                  | Vorrunde                      | * | Verona (ITA)            | |
| 24.            | 21.06.1990 | Spanien            | 1:2                  | Vorrunde                      | * | Verona (ITA)            | |
| 25.            | 26.06.1990 | England            | 0:1 n. V.            | Achtelfinale                  | * | Bologna (ITA)           | |
| 26.            | 19.06.1994 | Marokko            | 1:0                  | Vorrunde                      | * | Orlando (USA)           | Erstes Länderspiel gegen Marokko                                                                   |
| 27.            | 25.06.1994 | Niederlande        | 1:0                  | Vorrunde                      | * | Orlando (USA)           | |
| 28.            | 29.06.1994 | Saudi-Arabien      | 0:1                  | Vorrunde                      | * | Washington (USA)        | Erstes Länderspiel gegen Saudi-Arabien                                                             |
| 29.            | 02.07.1994 | Deutschland        | 2:3                  | Achtelfinale                  | * | Chicago (USA)           | |
| 30.            | 13.06.1998 | Niederlande        | 0:0                  | Vorrunde                      | * | Saint-Denis (FRA)       | |
| 31.            | 20.06.1998 | Mexiko             | 2:2                  | Vorrunde                      | * | Bordeaux (FRA)          | |
| 32.            | 25.06.1998 | Südkorea           | 1:1                  | Vorrunde                      | * | Paris (FRA)             | |
| 33.            | 04.06.2002 | Japan              | 2:2                  | Vorrunde                      | A | Saitama (JPN)           | |
| 34.            | 10.06.2002 | Tunesien           | 1:1                  | Vorrunde                      | * | Ōita (JPN)              | |
| 35.            | 14.06.2002 | Russland           | 3:2                  | Vorrunde                      | * | Fukuroi (JPN)           | |
| 36.            | 17.06.2002 | Brasilien          | 0:2                  | Achtelfinale                  | * | Kōbe (JPN)              | |
| 37.            | 17.06.2014 | Algerien           | 2:1                  | Vorrunde                      | * | Belo Horizonte (BRA)    | |
| 38.            | 22.06.2014 | Russland           | 1:0                  | Vorrunde                      | * | Rio de Janeiro (BRA)    | |
| 39.            | 26.06.2014 | Südkorea           | 1:0                  | Vorrunde                      | * | São Paulo (BRA)         | |
| 40.            | 01.07.2014 | Vereinigte Staaten | 2:1 n. V.            | Achtelfinale                  | * | Salvador da Bahia (BRA) | |
| 41.            | 05.07.2014 | Argentinien        | 0:1                  | Viertelfinale                 | * | Brasília (BRA)          | |
| 42.            | 18.06.2018 | Panama             | 3:0                  | Gruppenspiel                  | * | Sotschi (RUS)           | Erstes Spiel gegen Panama, erstes WM-Spiel für Panama                                              |
| 43.            | 23.06.2018 | Tunesien           | 5:2                  | Gruppenspiel                  | * | Moskau (RUS)            | |
| 44.            | 28.06.2018 | England            | 1:0                  | Gruppenspiel                  | * | Kaliningrad (RUS)       | |
| 45.            | 02.07.2018 | Japan              | 3:2                  | Achtelfinale                  | * | Rostow am Don (RUS)     | |
| 46.            | 06.07.2018 | Brasilien          | 2:1                  | Viertelfinale                 | * | Kasan (RUS)             | |
| 47.            | 10.07.2018 | Frankreich         | 0:1                  | Halbfinale                    | * | Sankt Petersburg (RUS)  | |
| 48.            | 14.07.2018 | England            | 2:0                  | Spiel um Platz 3              | * | Sankt Petersburg (RUS)  | |
| 49.            | 23.11.2022 | Kanada             | 1:0                  | Vorrunde                      | * | ar-Rayyan (QAT)         | |
| 50.            | 27.11.2022 | Marokko            | 0:2                  | Vorrunde                      | * | Doha (QAT)              | |
| 51.            | 01.12.2022 | Kroatien           | 0:0                  | Vorrunde                      | * | ar-Rayyan (QAT)         | 100. Länderspiel von Thibaut Courtois                                                              |

### Höchste Siege und Niederlagen
Die Belgier erzielten ihre höchsten Siege gegen folgende Länder bei WM-Turnieren:
- Argentinien: Vorrunde 1982 – 1:0 (einziger Sieg gegen Argentinien)
- El Salvador: Vorrunde 1970 – 3:0 (erster WM-Sieg)
- Irak: Vorrunde 1986 – 2:1 (einziges Spiel gegen den Irak)
- Kanada: Vorrunde 2022 – 1:0 (einziger Sieg gegen Kanada)
- Panama: Vorrunde 2018 – 3:0 (erstes Spiel gegen Panama)
- Sowjetunion: Achtelfinale 1986 – 4:3 n. V. (einziger Sieg gegen die Sowjetunion)
- Südkorea: Vorrunde 1990 – 2:0
- Tunesien: Vorrunde 2018 – 5:2
- Uruguay: Vorrunde 1990 – 3:1 (zudem ein 2:0 in einem Freundschaftsspiel)

Gegen folgende Länder kassierte die belgische Mannschaft ihre höchsten Niederlagen bei WM-Turnieren:
- Mexiko: Vorrunden 1970 und 1986 – 0:1 und 1:2 (zudem ein 0:1 in einem Freundschaftsspiel)
- Paraguay: Vorrunde 1930 – 0:1 (einzige Niederlage gegen Paraguay)
- Saudi-Arabien: Vorrunde 1994 – 0:1 (einzige Niederlage gegen Saudi-Arabien)
- Polen: 2. Finalrunde 1982 – 0:3
- Sowjetunion: Vorrunde 1970 – 1:4
- Vereinigte Staaten: Vorrunde 1930 – 0:3 (einzige Niederlage gegen die USA)

## Rekorde
- Die längste Unentschiedenserie: 5 Spiele 1998 und 2002
- Die torreichsten Unentschieden: England – Belgien 4:4 n. V. (3:3, 2:1) (1954/Vorrunde) und Kolumbien – Sowjetunion 4:4 (1962/Vorrunde)
- Die meisten Tore bei einem Turnier: 16 bei der WM 2018 in 7 Spielen

### Negativrekorde
- Die meisten Gegentore bei einem Turnier 1986: 15 in 7 Spielen

## Besonderheiten
- Vor 2018 war Belgien die einzige Fußballnation mit mehr als 10 Teilnahmen, die für europäische Mannschaften ein schlechtes Omen war: Immer wenn eine europäische Mannschaft gegen Belgien spielte, konnte sie – auch wenn sie gegen Belgien gewann – nicht Weltmeister werden. Die einzigen Mannschaften, die nach einem Spiel gegen Belgien vor 2018 Weltmeister wurden, sind Argentinien (1986/HF) und Brasilien (2002/AF). Allerdings traf Belgien in der WM-Qualifikation 2010 auf den künftigen Weltmeister Spanien. 2018 konnte mit Frankreich erstmals eine europäische Mannschaft Weltmeister werden, die gegen Belgien in einem WM-Spiel (Halbfinale) gewonnen hat. Für England (2018 Gegner in der Vorrunde und im Spiel um Platz 3) hielt der „Belgien-Fluch“ dagegen an.
- Belgien ist neben Schottland (1974), Kamerun (1982) und Neuseeland (2010) eine von den Mannschaften, die ungeschlagen nach der Vorrunde als Gruppendritte ausschieden.
- In vier aufeinander folgenden WM-Qualifikationen (1974 bis 1986) traf Belgien auf ihren nördlichen Nachbarn Niederlande.